# Bombrobot

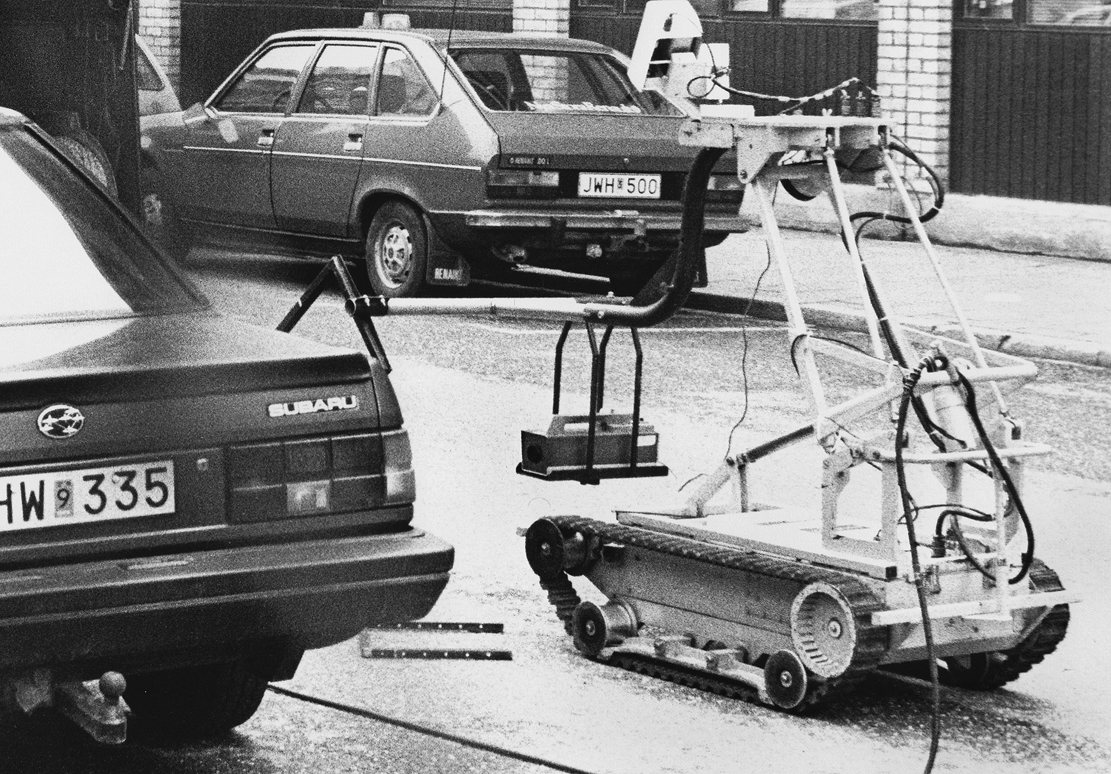
Malmöpolisens första bombrobot rullar ut på ett uppdrag med röntgenkamera i centrala Malmö 1986.

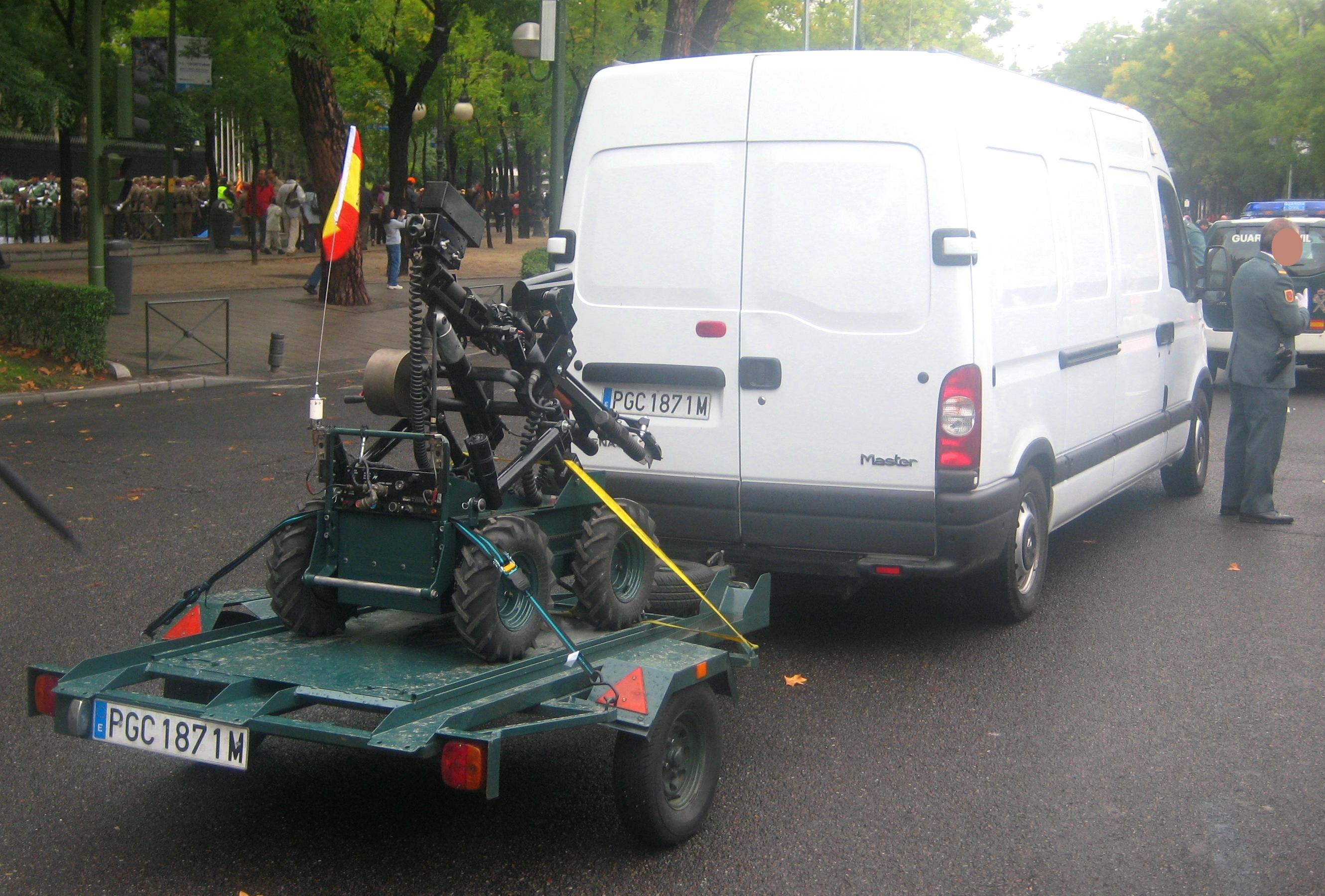
Spansk bombrobot TEDAX, som används av Guardia Civil.

En bombrobot är en fjärrstyrd robot som används för att ta hand om och oskadliggör misstänkt farliga föremål. Det rör sig ofta om explosiva ämnen som ammunition, bomber och sprängämnen, men kan också vara kemiska, biologiska, radiologiska eller nukleära ämnen.

## Sverige
I Sverige används bombrobotar inom försvaret och polisen. 

### Amröjrobot 2/Defender
För närvarande används robotar utvecklade av den engelska firman Allen-Vanguard som har anpassats för svenska förhållanden. Dessa robotar har köpts in via en gemensam upphandling av polisen och försvaret. Inom försvaret kallas dessa robotar Amröjrobot 2 och ersätter de tidigare modellerna Amröjrobot 1 och 1B. Inom polisen kallas samma robot Defender.
Roboten fjärrmanövreras från en liten styrenhet som är lätt att bära med sig, vanligen genom en fiberoptisk kabel som kan vara flera hundra meter lång. Man kan också manövrera den via radio, men då är räckvidden kortare. Roboten kan bära flera olika verktyg, till exempel röntgenutrustning, hagelgevär eller den så kallade avslagaren som fungerar som en kanon som skjuter en koncentrerad stråle vatten eller annan vätska. Roboten har kameror som ger operatören kontroll över manövrering och läget i området. Det är också möjligt att prata eller lyssna genom roboten. Funktionen kan användas för att kommunicera med personer som är tagna som gisslan eller med eventuella självmordsbombare
- Vikt: ca 250 kg
- Bredd: 0,7 meter
- Längd: 1,5 meter
- Max hastighet: 3,2 km/h
- Horisontell räckvidd: 1,65 meter
- Vändcirkel inom sin egen diagonala längd.[2]